# يوهان كريستوف دمية
يوهان كريستوف دمية (بالألمانية: Johann Christoph Döll) (و. 1808 – 1885 م) هو عالم نبات، وأمين مكتبة من ألمانيا . ولد في مانهايم .
وكان عضو في الأكاديمية الألمانية للعلوم ليوبولدينا .
توفي في كارلسروه ، عن عمر يناهز 77 عاماً.